# M1915 370mm列車榴弾砲
M1915 370mm列車榴弾砲は、フランスの列車砲。

## 概要

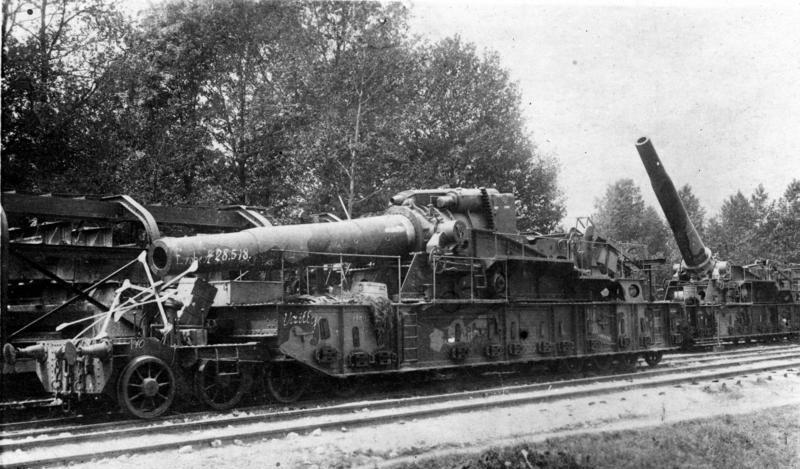

1915年にフランスのシュナイダー社で開発され、前後4軸ずつのボギー台車（計8軸）で支えられた車台上に26.6口径（砲身長9855mm、砲身重量38t）の370mm榴弾砲を搭載していた。
俯仰角は-5度～+65度取れるが、射撃は+45度～+65度で行われ、射程は重量弾（710kg）で14,600m、軽量弾（516kg）で16,400m、発射速度は5分に1発であった。
本砲は第二次世界大戦時にも配備されており、これを鹵獲したドイツ国防軍は37cm H(E)711(f)の名称を付け、第695(E)列車砲中隊に3両、第711(E)列車砲中隊に2両を配備して使用した。